# Eón
Az eón vagy másképp eon, aeón, aión, (ógörög αἰών aiṓn → hosszú idő, életidő, örökkévalóság szóból) a geológiában, a görög filozófiában, a korai zsidó apokaliptikában, az Újszövetségben (szinoptikusok, Pál) és a gnoszticizmusban használt szó.  Rendszerint hosszú időszakot jelölő fogalom; míg az emanatizmusban köztes lényeket jelöl Isten és a világ között.

## Gnoszticizmus
A gnoszticizmusban a világ keletkezése az ismeretlen Istenből való kiáradás, az emanáció következménye. Az emanáció által keletkezett a világosság országa, a pléróma , és ennek az országnak a tagjai az eónok, amelyek annál gyengébbek, minél messzebb távolodtak a Fény és Szellem ősforrásától. A meghatározott formát öltött anyagvilágot az egyik legkisebb eón, aión, a démiurgosz (akit az ószövetségi Jahvéval is azonosítottak) teremtette. A démiurgosz műve a fény országából kiáradó fényszikrák összekeverése az anyaggal, vagyis az ember teremtése és egyúttal bukása.

## Biblia
A korai zsidó apokaliptika a két aiónról szóló tanítás segítségével fejezte ki reményét, hogy a történelemben fordulat következik be: a kortárs a jelenlegi, múlandó, gyötrelmekkel teli aión végén (a végső időben) él. A remélt új, igazságot és igazságosságot hozó aión vagy a mennyei világgal azonos, vagy egy új világkorszakot jelöl a megújult földön. Magánál Jézusnál nem, de a szinoptikusoknál szó esik két aiónról. Pál csak a jelenlegi rossz aiónról beszél, mely gonosz fejedelemségek és hatalmasságok uralma alatt áll, sőt e világ istene uralkodik rajta. A fogalom pozitív párja nincs meg Pálnál; ő másképp fogalmazza meg a reménykedés tárgyát. 

## Geológia
A geológiában a Földtörténet tagolásában a legnagyobb időegység.